# Reederij Koppe

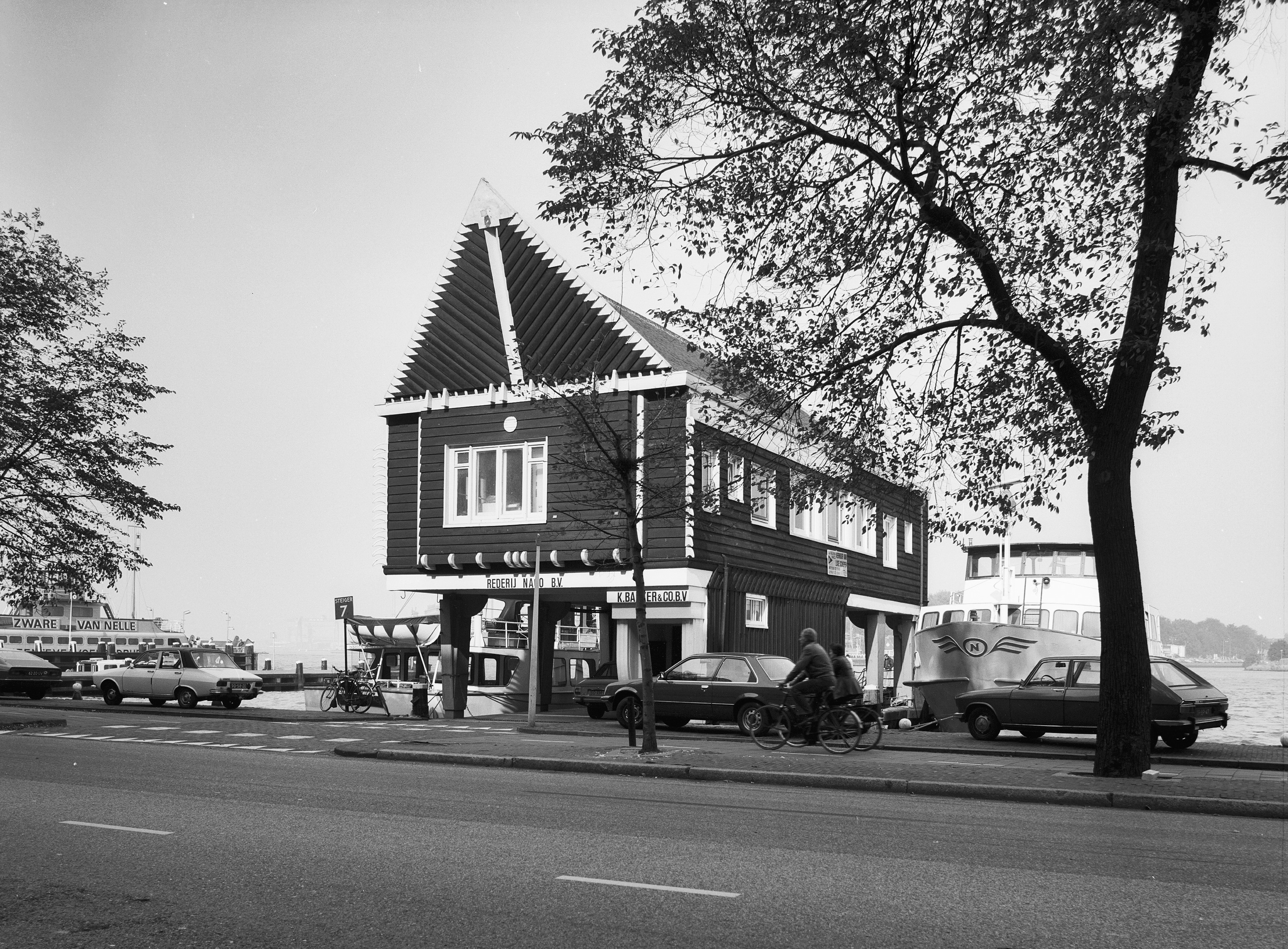
Kantoor dat Reederij Koppe in 1919 aan de De Ruijterkade in Amsterdam liet bouwen door Guillaume la Croix.

Reederij Koppe (tot 1938 J.G. Koppe's scheepsagentuur N.V.) was een Nederlandse rederij die tussen 1909 en 1972 actief was, voornamelijk in de binnenvaart. 
De NV werd in 1909 opgericht door Jan Koppe, op dat moment reeds een ervaren reder met belangen in onder meer de Stoomvaart Maatschappij Amsterdam-Lemmer en in Verschure & Co. De beurtvaartrederij richtte zich op vervoer van personen en vracht en had in de loop van haar bestaan verschillende dochterondernemingen. Daaronder valt de N.V. Stoomboot-onderneming Concordia te Arnhem. Vanaf 1946 werkte Koppe samen met Rederij Heijmen in Tolkamer en de Lobithsche Stoombootmaatschappij. Samen verzorgden zij de succesvolle boottocht Arnhem – Westerbouwing tot en met het seizoen 1971. Toen Rederij Koppe stopte met al haar activiteiten nam Heijmen het nieuwste schip van Koppe, de "Jan Koppe", over en doopte haar later om in "Eveline".
In 1938 nam Reederij Koppe de Veerdienst Enkhuizen - Stavoren over van Reederij Bosman, niet gerelateerd aan de familie Bosman van Alkmaar Packet. Deze verbinding tussen de spoorlijnen aan weerszijden van het IJsselmeer, werd uitgevoerd met financiële ondersteuning door het Rijk en de NS, die de rederij vier jaar later inlijfde. De dienst werd tot 1963 voor rekening en risico van de NS uitgevoerd, waarbij de rijkssubsidie in 1955 werd gestaakt. Na 1963 werd er nog een paar jaar uitsluitend 's zomers gevaren, in het toeristenseizoen, totdat de NACO de dienst overnam. Ook op andere waterwegen was de rederij vrijwel alleen nog in het toeristische vervoer actief. Zo werden in 1960 rondvaarten georganiseerd naar de in aanbouw zijnde Haringvlietdam. Ook onderhield de rederij een verbinding tussen Amsterdam en Marken, oorspronkelijk voor bevoorrading, postbezorging en woon- werkverkeer, maar na de aanleg van de dam naar Marken meer toeristisch van betekenis. Ook onderhield Koppe bootdiensten tussen Amsterdam en Lemmer en Amsterdam, Kampen, Zwolle en Meppel met respectievelijk de Waalstroom en IJsselstroom (passagiersschepen),en de vrachtschepen Scheldestroom, Schiestroom,Amstelstroom en de Reggestroom. Voor de NS was Reederij Koppe inmiddels niet interessant meer en op 1 januari 1972 werd het bedrijf ontmanteld.
Het Kantoor van Koppe's Scheepsagentuur herinnert aan de rederij. Het stond van 1919 tot 2004 aan de De Ruijterkade langs de oever van het IJ. Sindsdien bevond het zich in Zaandam, maar op initiatief van Stadsherstel werd het gerestaureerd en in december 2021 teruggeplaatst achter het CS aan het IJ.